# Caverne des Fées
Pour les articles homonymes, voir Fée.
La caverne des Fées est une grotte de l'île de La Réunion, département d'outre-mer français dans le sud-ouest de l'océan Indien. Elle est située à environ 1 280 mètres d'altitude sur le territoire de la commune de La Plaine-des-Palmistes, dont elle est l'une des principales curiosités. Dotée d'une galerie de 820 mètres de long, elle présente une profondeur maximale de 26 mètres. Son nom dériverait de caverne do fé, ou caverne de feu en créole réunionnais.